# Madame DuBarry (película de 1919)
Madame Du Barry es una película muda alemana de época de 1919 dirigida por Ernst Lubitsch y protagonizada por Pola Negri y Emil Jannings. La película se basa en la novela francesa Memoirs d'un médecin de Alejandro Dumas.

## Argumento
Madame Jeanne Du Barry (Bara) se convierte en la favorita del reinante Luis XV (Clary) y disfruta de esta distinción hasta la muerte repentina del rey. El lujoso modo de vida del rey y Jeanne Du Barry despierta la ira de la clase campesina, y después de la muerte del rey estalla la revolución. Jeanne padece a través de los violentos eventos y paga el precio definitivo en la guillotina.

## Reparto
- Pola Negri como Madame Du Barry
- Emil Jannings como Luis XV
- Harry Liedtke como Armand de Foix
- Eduard von Winterstein como Jean DuBarry
- Else Berna como duquesa de Gaumont
- Reinhold Schünzel como Ministro Choiseul
- Hector Sarno como Lebel
- Fred Immler como Duque de Richelieu
- Gustav Czimeg como Aiguillon
- Alexander Eckert como Paillet el zapatero